# George Tscherny

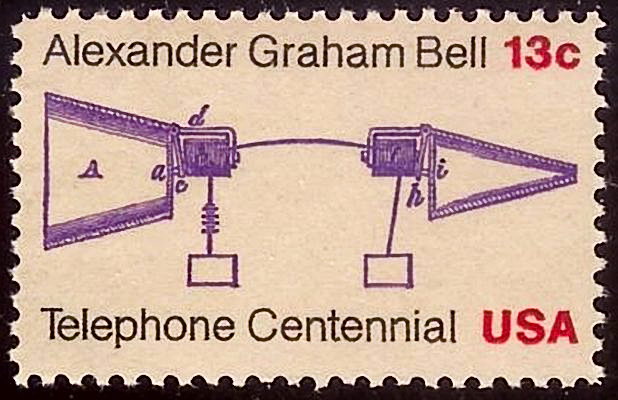
Timbre-poste américain commémorant le téléphone d'Alexander Graham Bell, conçu par Tscherny.

George Tscherny, né le 12 juillet 1924 et mort le 13 novembre 2023, est un graphiste et professeur américain d'origine hongroise.
Tscherny reçoit les plus hautes distinctions parmi les graphistes : la médaille AIGA en 1988, il a été célébré lors de la Masters Series annuelle en 1992 à la School of Visual Arts, et intronisé au Art Directors Club Hall of Fame en 1997. Il a travaillé dans un certain nombre de domaines allant du service des postes américain aux programmes d'identité pour les grandes sociétés et institutions.

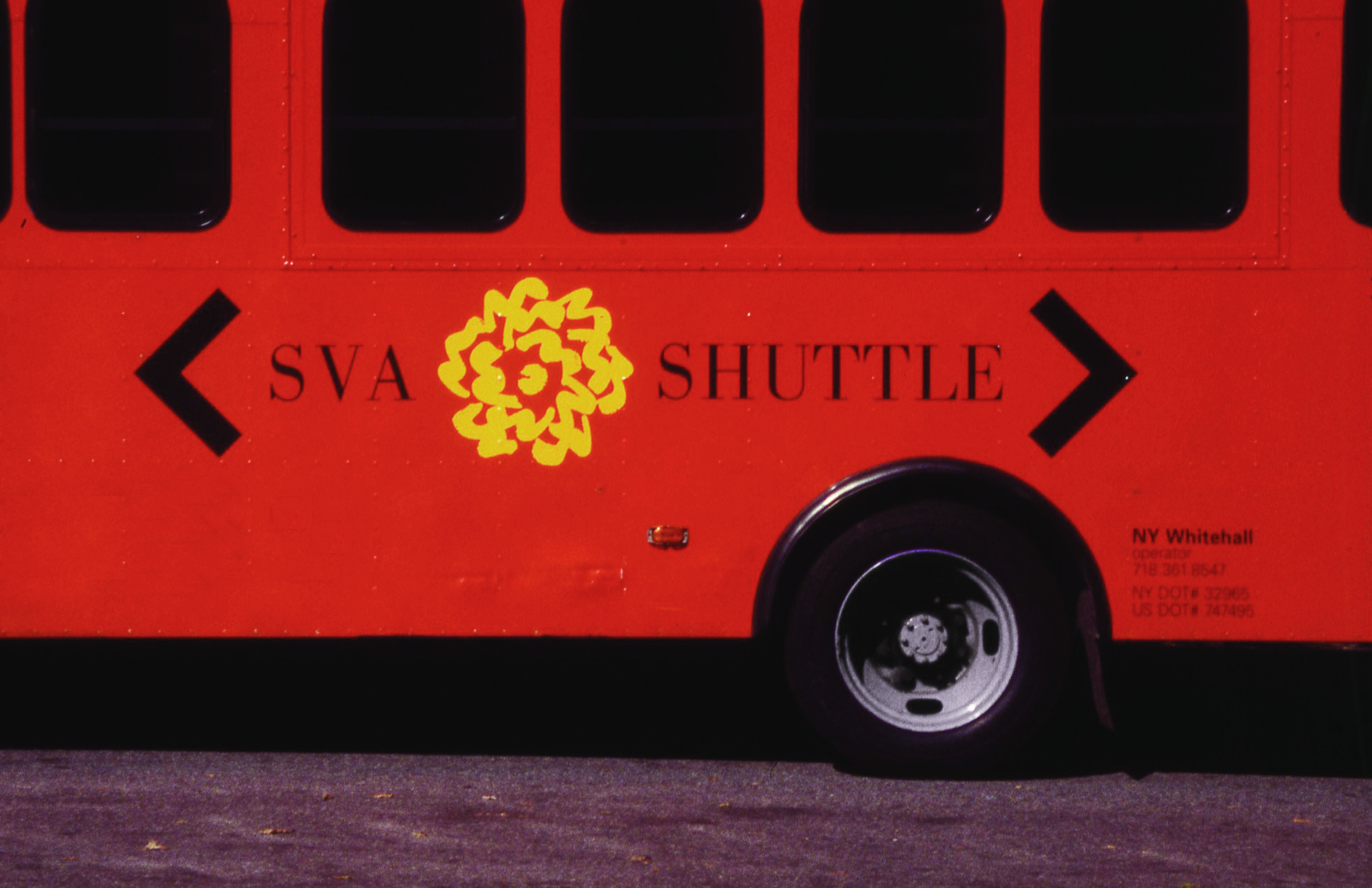
Navette pour la School of Visual Arts avec la création du logo de Tscherny.

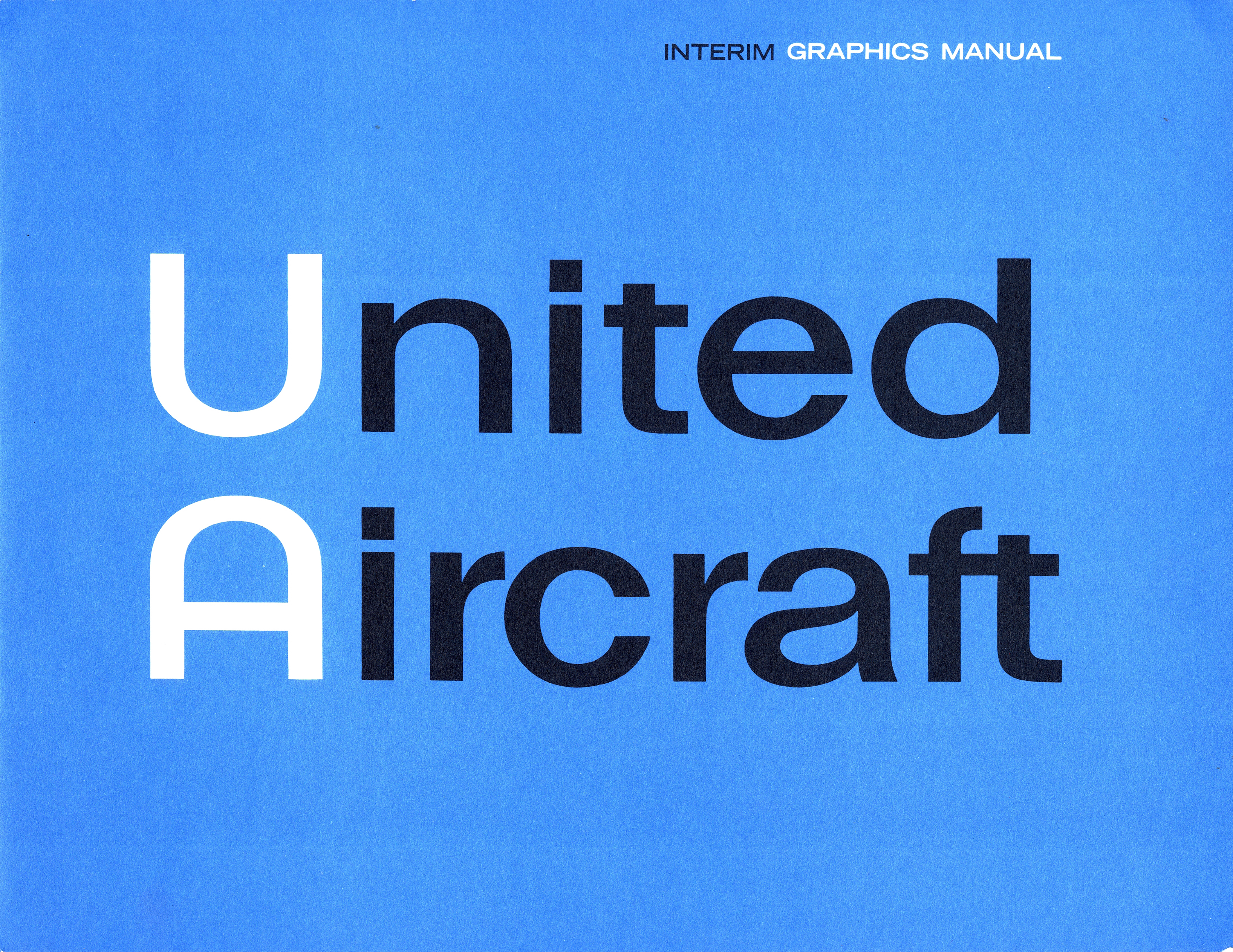
Manuel des normes graphiques pour United Aircraft, conçu par Tscherny.

Travaillant à l'apogée du design moderniste américain du milieu du XXe siècle, Tscherny montre « une capacité à saisir l'essence du sujet et à l'exprimer en termes incroyablement simples » et à réduire « le contenu complexe en un symbole graphique élémentaire ».
Dans le même temps, Tscherny a chevauché la frontière entre le design européen du début du XXe siècle et les formes les plus populaires la culture de consommation américaine en plein essor après la guerre. Réfléchissant sur sa carrière dans le magazine Print en 2014, Tscherny écrit: « Contrairement à l'artiste des beaux-arts qui ne valorise que l'original, moi, en tant qu'artiste commercial, j'honore la reproduction ainsi que sa source. Je me trouve à l'aise à l'intersection de l'art haut et bas ».

## Jeunesse et éducation

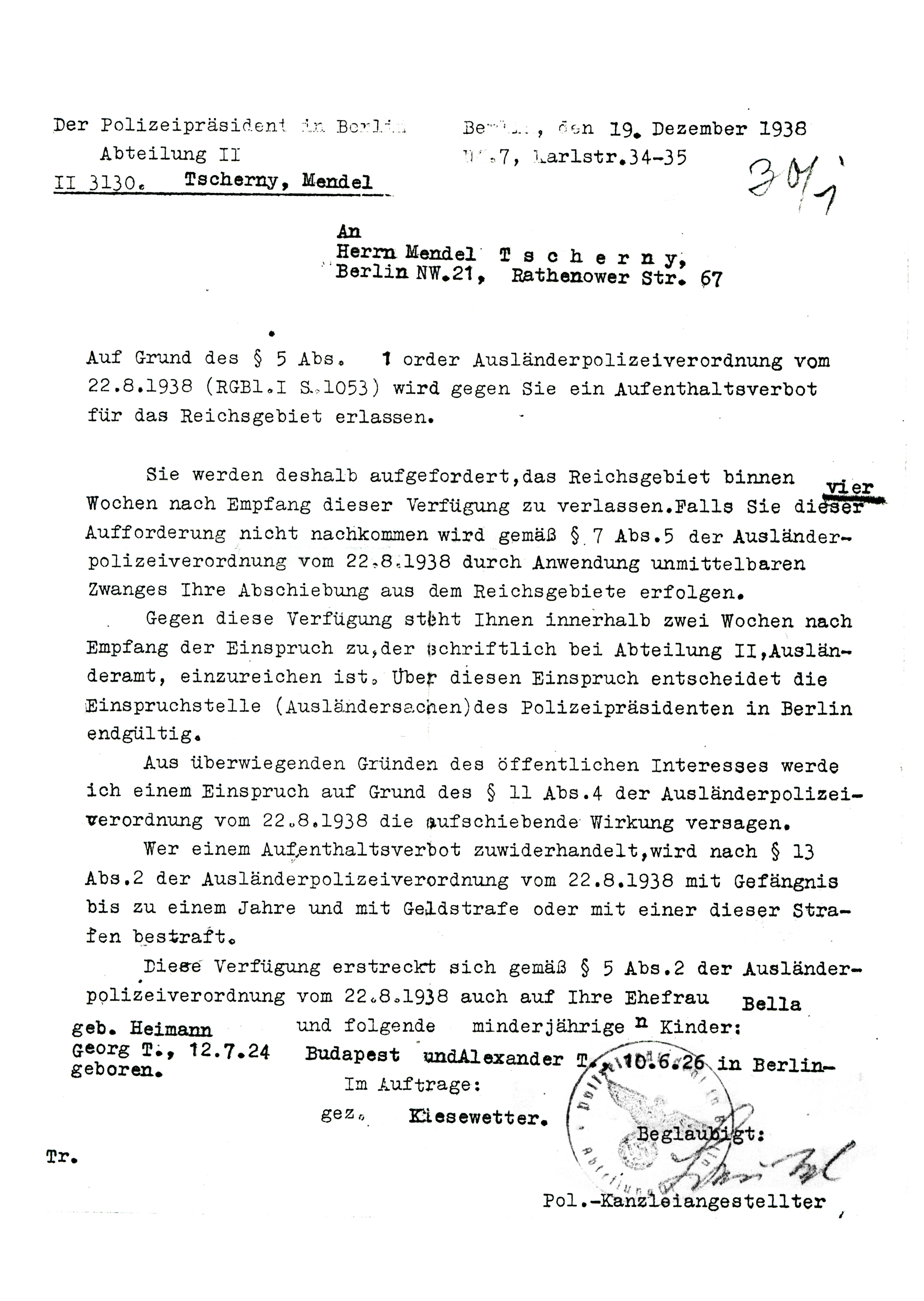
Arrêté d'expulsion adressé à Mendel Tscherny.

George Tscherny est né le 12 juillet 1924 à Budapest, du Russe Mendel Tscherny et de la Hongroise Bella Heimann,. En 1926, la famille déménage à Berlin, en Allemagne et le jeune George y vit jusqu'à l'âge de 14 ans. Il est marqué par cette vie berlinoise et en particulier par le cinéma à côté de chez lui. Ce qui attire son attention c'est une grande peinture murale réalisée sur le mur du cinéma et représentant une célébrité du 7e art ; c'était sa première prise de conscience de la puissance du design graphique et c'est à ce moment qu'il a su ce qu'il voulait faire. Cette vie berlinoise s'achève brutalement lors de la Kristallnacht le 10 novembre 1938 : un mois après, George et son frère de 12 ans fuient illégalement en Hollande, où ils obtiennent l'asile,. Tscherny a étudié l'ébénisterie dans le système scolaire professionnel néerlandais tout en vivant dans divers foyers pour enfants réfugiés. Lorsque ses parents peuvent enfin atteindre les Pays-Bas, en 1940, ils sont envahis par les nazis et les deux frères sont séparés. George est alors envoyé dans une ferme, et son frère dans un orphelinat juif.
Pendant ce temps, ses parents à Berlin ayant reçu des ordres d'expulsion ont réussi à émigrer via la Norvège vers les États-Unis, où ils ont travaillé pour obtenir des visas américains et le passage de leurs fils.
George et son frère, obligés de retourner à Berlin en 1941 pour obtenir des visas d'entrée au Portugal, ont été confrontés à la Gestapo pour avoir violé le décret d'expulsion sans s'être rendu compte que le décret s'appliquait également à eux. On leur a donné deux semaines pour quitter l'Allemagne, heureusement prolongées plusieurs fois.
En juin 1941, George et son frère sont montés à bord d'un train scellé qui les a emmenés de Berlin via la France et l'Espagne à Lisbonne où ils sont montés à bord du SS Mouzinho, arrivant à New York le 21 juin 1941, le jour même où l'Allemagne a attaqué la Russie. Mendel Tscherny s'est installé à Newark, NJ. où il a trouvé un emploi dans une usine.
En juin 1944, exactement trois ans après son départ, George a débarqué en Europe en tant que soldat dans l'armée américaine, travaillant comme interprète allemand dans un petit complexe pénitentiaire de prisonniers de guerre en Normandie, et plus tard avec le gouvernement militaire en Allemagne.
Démobilisé en 1946, Tscherny a fréquenté une école d'art sur le GI Bill, d'abord à la New School of Fine & Industrial Art de Newark dans le New Jersey, puis il est transféré à l'automne 1947 au Pratt Institute de Brooklyn, à New York, où il a étudié avec Herschel Levit et James Brooks. En 1947, il a rencontré Sonia Katz, et les deux se sont mariés en 1950.
Tscherny cite comme certaines de ses premières influences le photographe Henri Cartier-Bresson, le graphiste américain Lestera Beall et le typographe Imre Reiner, puis Bernard Rudofsky et Ernst Gombrich, le compositeur de jazz John Lewis et l'architecte et designer George Nelson,.

## Carrière
En 1950, Tscherny commence sa carrière professionnelle en tant que concepteur d'emballages chez Donald Deskey Associates. En 1953, Tscherny rejoint George Nelson & Associates, une entreprise à l'avant-garde du design moderniste d'après-guerre. Tscherny est devenu associé et chef du département graphique avant de quitter le bureau de Nelson pour ouvrir un bureau d'études indépendant en 1956. Tscherny a commencé à enseigner la même année. À peu près à la même époque, il est embauché par l'École des dessinateurs et illustrateurs (qui deviendra bientôt l'École des arts visuels ) pour établir un département de conception graphique et changer l'orientation du programme d'études,. Il conçoit une série d'affiches pour apparaître dans le métro qui refléterait la nouvelle image et les objectifs élargis de l'école et conçoit ensuite le nouveau logo de l'école.
Le bureau d'études de Tscherny a rapidement acquis une liste conséquente de clients institutionnels et d'entreprises. Tscherny est nommé consultant en conception de la Fondation Ford. En 1955, il imagine le premier calendrier de rendez-vous du Museum of Modern Art. Le bureau de Tscherny réalise des programmes d'identification complets pour United Aircraft, Texasgulf et WR Grace , ainsi que des rapports annuels d'entreprise pour RCA, American Can, Burlington Industries, Colgate Palmolive, General Dynamics, Johnson & Johnson, CPC International, Morgan Stanley, SEI Investments, Uris Buildings, Colonial Penn Group, Mickelberry Corp. et Overseas National Airways.
Un éventail d'autres missions inclut la conception d'un timbre-poste américain commémorant Alexander Graham Bell et le centenaire du téléphone , emballage de cigarettes pour Liggett & amp; Myers Tobacco Co. et des illustrations pour le Saturday Evening Post. Parmi ses anciens clients : Champion Papers, Monadnock Paper, Strathmore, Simpson Paper, Air Canada, PanAm, Mobil, IBM, Bankers Trust, Goethe House, JC Penney, Bergamo Fabrics, American Federation of Arts, Interactive Language Teaching, Owens-Corning Fiberglas, Millipore et bien d'autres.
Les affiches de George Tscherny sont présentées dans la collection du Museum of Modern Art à New York, le Cooper Hewitt Smithsonian Design Museum, la Bibliothèque du Congrès et le Kunstgewerbemuseum de Zurich,. Une collection complète des travaux de Tscherny est incluse dans les archives de conception graphique du Rochester Institute of Technology et dans le Milton Glaser Design Study Center and Archives de la School of Visual Arts. Plus de 100 affiches et autres exemples d'œuvres figurent dans les archives de la Bibliothèque Nationale de France .
Tscherny a servi deux mandats (1966-1968) en tant que président de l' American Institute of Graphic Arts (AIGA) et est membre de l'Alliance Graphique Internationale (AGI). En 1988, l'American Institute of Graphic Arts (AIGA) a décerné à George Tscherny leur médaille annuelle . En 1997, Tscherny a été intronisé Art Directors Club Hall of Fame.
Le livre AIGA Self Portraits 2015 présentait des autoportraits de designers établis avec leurs conseils à de jeunes designers. Tscherny a contribué a un autoportrait avec le commentaire: « Respect pour le passé, enthousiasme pour le présent et Espoir pour l'avenir ».